# Mastixis anthores
Mastixis anthores là một loài bướm đêm trong họ Noctuidae.